# Önnestads kyrka
Önnestads kyrka är en kyrkobyggnad i tätorten Önnestad cirka 13 kilometer väster om Kristianstad. Den tillhör Araslövs församling i Lunds stift.

## Kyrkobyggnaden
Ursprungliga kyrkan i romansk stil uppfördes omkring år 1200. Drygt hundra år senare tillkom kyrktornet. Under 1400-talet fick kyrkorummets innertak valv som försågs med målningar utförda av Fjälkingemästaren. Åren 1848-1854 gjordes en ombyggnad som innebar att kyrkan förlängdes mot söder. Takvalven revs utom i koret och i tornet. Åren 1907-1909 genomfördes en genomgripande renovering då innertaket fick ett nytt kryssvalv av tegel. Kyrkan återfick då sin ursprungliga öst-västliga orientering. Bakom altaruppsatsen har man tagit fram 1400-talsmålningarna.

## Inventarier
- Triumfkrucifixet är från slutet av 1200-talet eller början av 1300-talet.
- Altartavlan är en kopia av Carl Blochs målning Uppståndelsen.

### Orgel
- 1674 köpte kyrkan in ett positiv, det var kyrkans första orgel.
- 1702 byggde Bartolomeus Schuman, Kristianstad en orgel med 7 stämmor.
- 1857 byggde Johan Magnus Blomqvist, Kristianstad, en orgel med 17 stämmor.
- 1908 byggde Gebrüder Rieger i Jägerndorf, då i Österrike en orgel med 10 stämmor.
- Orgeln är byggd 1957 av Olof Hammarberg i Göteborg, den har 18 stämmor. Tillhörande orgelfasad är ritad av arkitekt Torsten Leon-Nilson i Ignaberga. Orgeln är mekanisk och har följande disposition.

| Ryggpositiv I | Öververk II    | Pedal        | Koppel |
| Trägedakt 8’  | Gedakt 8’      | Subbas 16’   | I/P    |
| Principal 4’  | Spetsflöjt 4’  | Gedakt 8’    | II/P   |
| Rörflöjt 4’   | Kvintadena 4’  | Oktava 4’    | II/I   |
| Blockflöjt 2’ | Principal 2’   | Nachthorn 2’ |        |
| Nasat 1 1⁄3’  | Gedaktflöjt 2' |              |        |
| Mixtur 3 ch   | Ters 4⁄5’      |              |        |
| Regal 8’      | Scharf 2 chor  |              |        |